# 波氏尖腹鯿
波氏尖腹鯿（學名：Oxygaster pointoni），為輻鰭魚綱鯉形目鲴科尖腹鯿属的其中一種。被IUCN列為易危保育類動物，分布於亞洲湄公河及湄南河流域，背鰭軟條9枚、臀鰭軟條27-31枚，體長可達15.5公分，主要棲息在溪流表層水域，以昆蟲及其他小型魚類為食，生活習性不明。

## 扩展阅读
維基物種上的相關：波氏尖腹鯿